# Долларовая трилогия

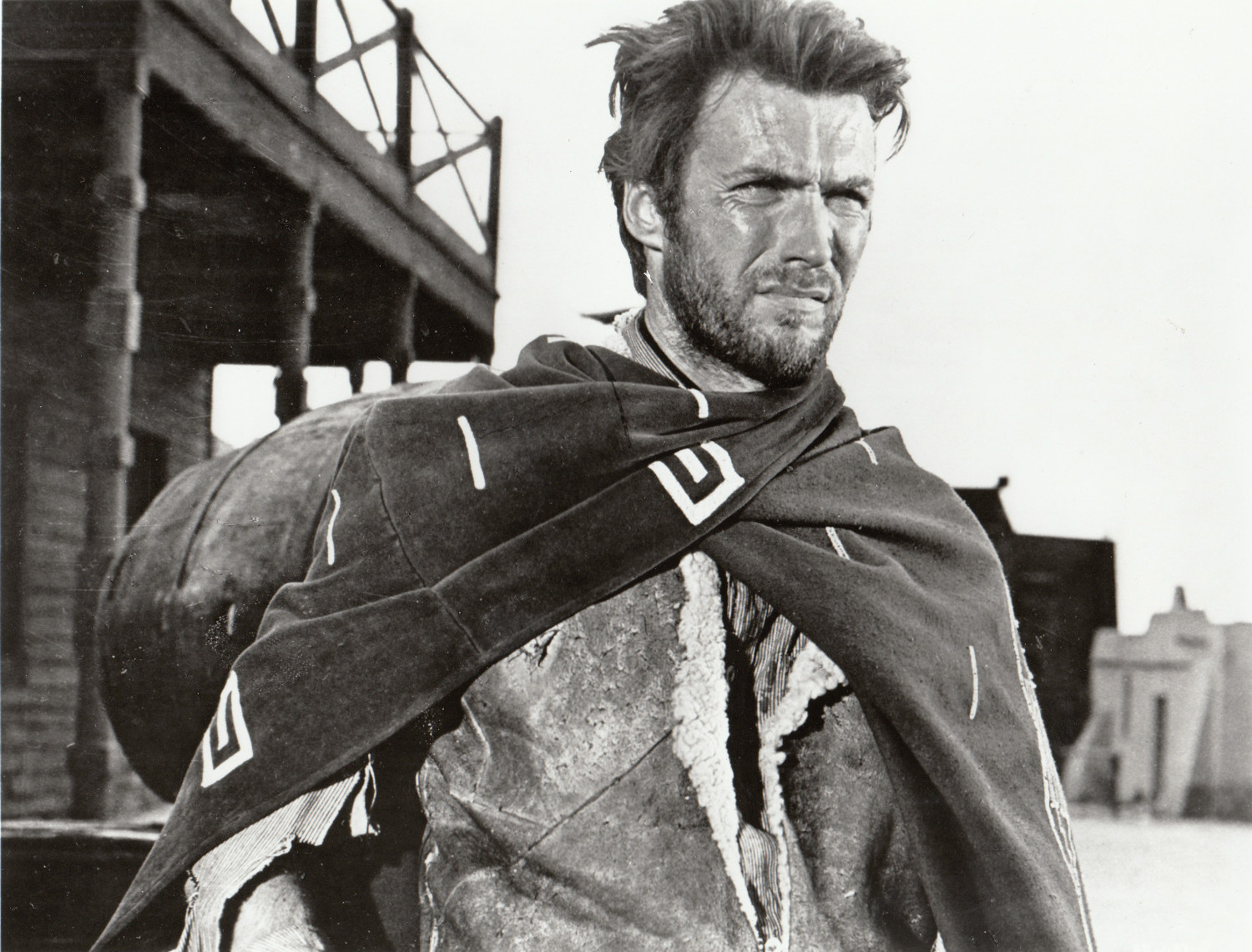
Клинт Иствуд в роли Джо в первом фильме трилогии «За пригоршню долларов» (1964)

Долларовая трилогия (итал. Trilogia del dollaro, англ. Dollars Trilogy) — три классических спагетти-вестерна Серджо Леоне, главные роли в которых исполнил Клинт Иствуд. Трилогия состоит из трёх фильмов — «За пригоршню долларов» (1964), «На несколько долларов больше» (1965) и «Хороший, плохой, злой» (1966). Характерную музыку для всех трёх фильмов написал Эннио Морриконе (в титрах к первому фильму проходит под псевдонимом «Дэн Савио»).
«Хороший, плохой, злой» принято считать приквелом более ранних фильмов, так как его действие происходит во время Гражданской войны. Главный герой «На несколько долларов больше» — ветеран Гражданской войны, а в «За пригоршню долларов» показан могильный камень с датой «1873 год». Кроме того, герой Иствуда в течение всей ленты «Хороший, плохой, злой» ходит в плаще, который отдаёт умирающему солдату в самом конце фильма. В следующей сцене он появляется уже в пончо.
Герой Клинта Иствуда — «Человек без имени» — в первом фильме именуется Джо, во втором — Одноруким (Manco), в третьем — Блондином (Blondie). Несмотря на неизменное пончо и сигару во рту, в фильмах не содержится прямых указаний на то, что это один и тот же герой.
Кроме Иствуда, во всех трёх фильмах сыграл Марио Брега. Актеры Ли Ван Клиф, Джан Мария Волонте, Луиджи Пистилли и Хосе Террон играют каждый в двух фильмах трилогии, но разных героев (как и Брега). Герой Ван Клифа во втором фильме — положительный, а в начальных титрах «Хорошего, плохого, злого» он прямо обозначен как «Плохой».
В фильмах «долларовой трилогии» в полной мере проявились приметы художественного мира Леоне — молчаливые герои, полные напряжения паузы, предельно крупные планы лиц героев, филигранное кадрирование и пронзительные музыкальные пассажи. Количество экранного насилия по меркам середины века представлялось запредельным.